# Teatro Massimo
Teatro Massimo Vittorio Emanuele este un teatru de operă situat în Piazza Verdi din Palermo, Sicilia. Acesta a fost dedicat regelui Victor Emanuel al II-lea. Acesta este cel mai mare din Italia și unul dintre cele mai mari din Europa (al treilea după Opera Națională din Paris și Opera de Stat din Viena), renumit pentru acustica perfectă.

## Diverse
Ultimele scene ale filmului Nașul: Partea a III-a au fost filmate la Teatro Massimo.